# Kotuń (Grande-Pologne)
Pour les articles homonymes, voir Kotuń.
Kotuń (prononciation : [ˈkɔtuɲ], en allemand : Kattun) est un village polonais de la gmina de Szydłowo dans le powiat de Piła de la voïvodie de Grande-Pologne dans le centre-ouest de la Pologne.
Il se situe à environ 5 kilomètres au sud-est de Szydłowo (siège de la gmina), 7 kilomètres au sud-ouest de Piła (siège du powiat), et à 83 kilomètres au nord de Poznań (capitale de la Grande-Pologne).

## Histoire
De 1815 à 1945, Kattun fait partie de l'arrondissement de Deutsch Krone dans le district de Marienwerder au sein de la province de Prusse-Occidentale.
De 1975 à 1998, le village faisait partie du territoire de la voïvodie de Piła.

Depuis 1999, Kotuń est situé dans la voïvodie de Grande-Pologne.
Le village compte une population de 690 habitants.